# Rawene

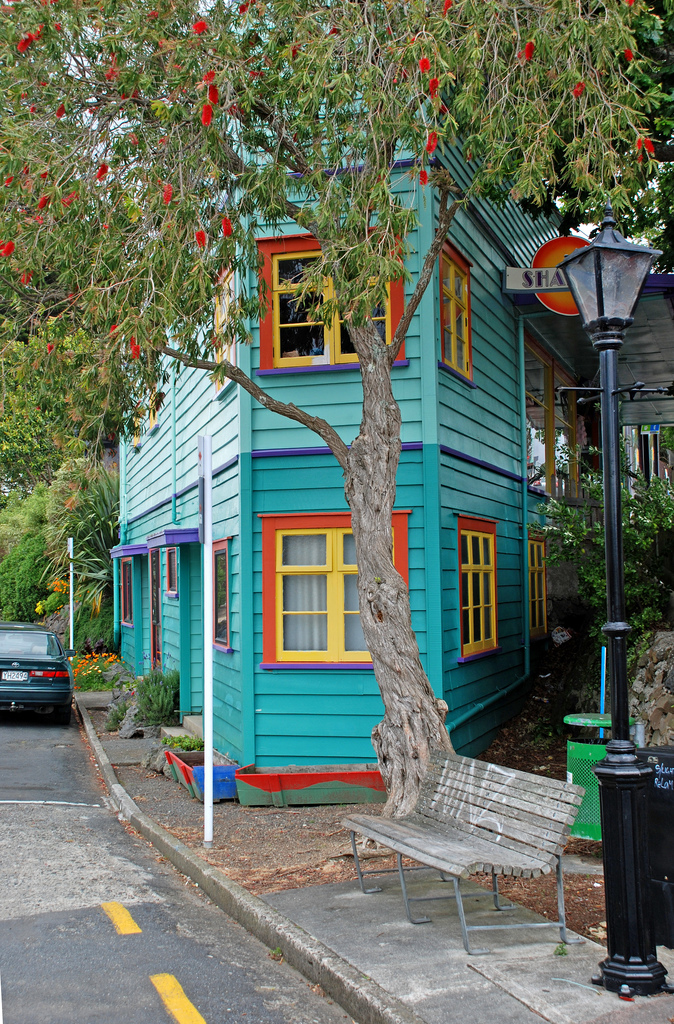
Dieses Gebäude war ursprünglich der Ort einer Schreinerei, die Türen, Fenster und Särge herstellte.

Rawene ist ein Dorf im Far North District der Region Northland auf der Nordinsel von Neuseeland.

## Geographie
Das Dorf befindet sich rund 51 km westlich von Kawakawa, rund 83 km nordwestlich von Whangārei und rund 68 km nordnordwestlich von Dargaville, auf der Spitze einer Landzunge, die mit ihrer Nordseite in den Hokianga Harbour hineinreicht. Westlich des Dorfes liegt der Meeresarm mit dem Mündungsgebiet des Omanaia River und östlich des Dorfes der Meeresarm mit dem Mündungsgebiet des Waima River.

## Geschichte

### Bis 1900
Rawene entstand im frühen 19. Jahrhundert als Zentrum des Holzeinschlages mit Sägewerken und Werften. Ein Besiedlungsversuch der ersten New Zealand Company im Jahre 1826 allerdings schlug fehl. Kapitän der Providence, James Herd, hatte 1822 mit seinem Schiff die ersten Kauri-Baumstämme aus der Gegend um den Hokianga Harbour geholt. Als er 1825 auf der Rosanne als Agent der New Zealand Company zum Hokianga Harbour zurückkehrte, begleiteten ihn auf der Rosanne und der Lampton 60 Siedler, die sich an den Ufern des Gewässers niederlassen wollten. Herd handelte den Kauf eines großen Areals an Land aus, dessen Vertrag allerdings als umstritten galt. Über Jahrzehnte bezeichneten die Siedler das Gebiet als „Herd's Point“. Später erhielt es den Namen „Hokianga Township“ und 1884 den Namen „Rawene“, möglicherweise zur Identifizierung des Postamtes und des Telegrafenamtes. Das Postamt war ab 1845 im Dienst und war seinerzeit eines von insgesamt acht Postämtern im gesamten Land.
1862 siedelte James Reddy Clendon, zuvor Konsul der Vereinigten Staaten in Neuseeland, in Rawene und war bis 1867 als Magistrat unter dem Native Circuit Courts Act tätig. Sein Haus ist heute als Museum öffentlich zugänglich und wird vom Heritage New Zealand verwaltet.
1872 besaß Rawene zwei Hotels und zwei Läden. Es gab eine methodistische Kirche, in der die römischen Katholiken einen Teilabschnitt nutzten. Im sogenannten Dog Tax War des Jahres 1898 wurde Rawene evakuiert, da Steuerrebellen drohten, gegen den Ort zu ziehen. Am 5. Mai 1898 zogen 120 Männer von Rawene nach Waima, um gegen die Revoltierenden anzutreten. Der Disput wurde jedoch ohne sie beigelegt.

### Ab 1900
1910 entstand in Rawene ein kleines Landkrankenhaus. George McCall Smith stand dem Krankenhaus von 1914 bis 1948 vor und entwickelte für das Gebiet des Hokianga ein einzigartiges System der Gesundheitsversorgung. Smith begann in den frühen 1930ern die „schmerzlose Geburt“ zu praktizieren, indem er eine Anästhesie mit dem Barbiturat Nembutal in Verbindung mit Hyosin vornahm. Dies zog bald auch Frauen aus weit entfernten Gebieten nach Rawene. Die Geburten stiegen von 30 auf 200 im Jahr. 1937 wurde eine „Commission of Inquiry into Rural Maternity Services“ (Kommission zur Untersuchung ländlicher Entbindungsdienste) gegründet, die Smith's Praxis als wichtigstes Untersuchungsfeld sah. Smith konterte mit den Akten seiner letzten 200 Patientinnen, die jedem Vergleich standhielten.
Das Gebiet wurde in den 1940er Jahren als „Special health area“ deklariert. Dieses Modell war vom Parlament bereits am 1. September 1941 verabschiedet worden, bis es zu einer Versuchsperiode kam, dauerte es aber bis September 1945. Danach erhielt das medizinische Personal des Hokinanga ein staatliches Gehalt, alle Arztbesuche, Medikamente, Untersuchungen und Krankenhausaufenthalte waren kostenlos. Das Modell wurde durch eine Kopfpauschale finanziert.

## Bevölkerung
Zum Zensus des Jahres 2013 zählte das Dorf 471 Einwohner, 7,5 % mehr als zur Volkszählung im Jahr 2006.

## Infrastruktur

### Straßenverkehr
Rawene ist ausgehend vom New Zealand State Highway 12 über eine Landstraße zu erreichen, die von dem State Highway aus rund 5 km nach Norden in das Dorf führt. Die Straße führt nach einer Fährverbindung auf der anderen Seite des Naturhafens über Kohukohu nach Norden weiter und findet 18 km nordnordöstlich Anschluss an den New Zealand State Highway 1.

### Fährverkehr
Von Rawene aus besteht eine ständige Fährverbindung zur nördlichen Seite des Hokianga Harbour, wo rund 2 km ostnordöstlich von Rawene eine Anlegestelle eine Verbindung zum rund 3 km weiter nordöstlich gelegenen Kohukohu schafft.

### Bildungswesen
Rawene verfügt mit der Rawene School über eine Grundschule mit den Jahrgangsstufen 1 bis 8. Im Jahr 2016 besuchten 94 Schüler die Schule.
2017 besaß das Dorf mit dem Rawene Learning Centre eine Bildungseinrichtung, die vom NorthTec (Northland-based Tertiary Education Institute) als eine Zweigstelle betrieben wurde und in der in einem kleinen Computer-Labour, einem Konstruktionsworkshop und einem Garten das Bildungsangebot in dem Dorf ergänzt wurde.

## Persönlichkeiten
- Norm Maxwell, Mitglied der All Blacks.
- Ron Guthrey, Bürgermeister von Christchurch (1968 bis 1971).
- Gordon Cochrane, Bomberpilot der RNZAF im Zweiten Weltkrieg
- René Mary Shadbolt, Krankenschwester im spanischen Bürgerkrieg, Oberschwester des Krankenhauses in Hokianga
- Maureen Lander (* 1942), Multimedia-Installationskünstlerin, Weberin und Hochschullehrerin